# Natureis
Der Begriff Natureis wird im Zusammenhang mit der Nutzung auf natürlichem Weg entstandenem Eis verwendet. Mit der Verbreitung von Kältemaschinen hat es keine praktische Bedeutung mehr für Kühltechnik bzw. Kühlzwecke.

## Geschichte
Während es private Eiskeller in Schlössern und Gutshäusern spätestens seit der frühen Neuzeit gab, entstand ein gesteigerter Bedarf für Beschaffung und Lagerung von Natureis im 19. Jahrhundert.
Bereits 1805 hatte der US-amerikanische Kaufmann Frederic Tudor begonnen, Natureis aus Neuengland in die Karibik, den Süden der USA aber auch nach Indien zu exportieren.  Seit den 1860er Jahren nahm der Umfang des Eishandels und der Bau von Eishäusern stark zu. Abnehmer waren im späteren 19. Jahrhundert Brauereien, wenn sie jetzt Untergäriges Bier produzierten, das die Einhaltung niederer Temperaturen erforderte. Hinzu kam der Bedarf der Fischwirtschaft an den deutschen Küsten durch den Übergang zur Hochseefischerei in den 1880er Jahren. Die lokalen Gewässer konnten aus klimatischen Gründen eine ausreichend gesicherte Versorgung nicht mehr sicherstellen.
An ihre Stelle trat vielfach der Import von Natureis aus Norwegen nach England, Deutschland und Frankreich. Insbesondere das südnorwegische Kragerø entwickelte sich zu einem der wichtigsten Zentren der europäischen Eisindustrie. Die Nordsee Deutsche Hochseefischerei ließ in den Jahren um 1900 zwei Segelschiffe nur für den Eistransport ganzjährig zwischen der Oslofjordregion und der Weser pendeln. Noch 1896 war das in Berlin in Häusern, Straßen und Geschäften verkaufte Eis fast ausschließlich Natureis, andererseits stiegen Großbrauereien nicht zuletzt aus hygienischen Gründen schon in den 1880er Jahren auf Kunsteis um.
Allerdings war der Verzicht auf Natureis ein längerer Prozess: Eisfabriken, die Kunsteis herstellten, lösten allmählich die Eiswerke ab, die Natureis gewannen und lagerten.
Einer der letzten Einsatzbereiche von Natureis in großem Stil war die Hochseefischerei vor Nordnorwegen, wo in den 1930er Jahren ein Natureiswerk in Rosneshamn die Fischtrawler in Tromsø erfolgreich versorgte, bis der Zweite Weltkrieg diesem umweltverträglichen Angebot ein Ende machte.

Kleinere Eiskeller kamen erst mit den 1950er und 1960er Jahren gänzlich außer Gebrauch.
Mit der Erfindung von Kältemaschinen mit elektrischem Antrieb ging die Bedeutung des Natureises auch für die Kühlung von Lebensmitteln in Privathaushalten zurück. Die ersten elektrisch betriebenen Kühlschränke kamen in den 1930er Jahren in den Handel, wurden aber erst ab den 1950ern allgemein in Familienhaushalten gebräuchlich. In der Gastronomie ersetzte ein wärmeisolierter ebenerdiger Kühlraum den bisherigen Eiskeller. Die herkömmlichen Eisschränke wurden überflüssig. Auch wegen zweifelhafter Wasserqualität von Seen und Flüssen verlor die Nutzung dieses Eises für Kühlzwecke weitgehend an Bedeutung.

## Eisernte
Im Winter wurde Eis meist mit langen Schrotsägen aus zugefrorenen Seen und Teichen geschnitten. Es wurde üblicherweise in Blöcken gehandelt, aber auch entweder durch Zerhacken, Zersägen oder mit einem Eispflug in Eisschollen zerteilt, mit Fuhrwerken abtransportiert und eingelagert. Eiszapfen konnten auf Gerüstvorrichtungen entweder aus Holz oder Stahl im Freien aus Wasser, unabhängig von Gewässern, produziert werden. So kam das Eis in Eiskeller und Eishäuser. In großen Städten gab es Eiswerke, die das Eis ganzjährig verkauften. Der Eismann lieferte es für die Kühlung von Lebensmitteln in Eisschränken an Haushalte.

## Hygienische Fragen
In den 1890er Jahren entwickelte sich ein Verständnis für die aus der Verwendung von bakteriell verunreinigtem Natureis resultierenden Risiken.
Eine räumliche Trennung des Natureises vom direkten Kontakt mit dem Kühlgut war zum Beispiel bei der Kühlung von gefangenem Fisch auf See kaum möglich. Seit 1893 war Bremen eine der ersten Städte in Deutschland, in denen durch ein Bakteriologisches Institut das in Verkehr gebrachte Natureis kontrolliert und ein zur Eisernte vorgesehenes Gewässer untersucht werden konnte. Ein Grund für die Verwendung des aus Norwegen importierten Eises war die behördlich nachgewiesene Unbedenklichkeit.

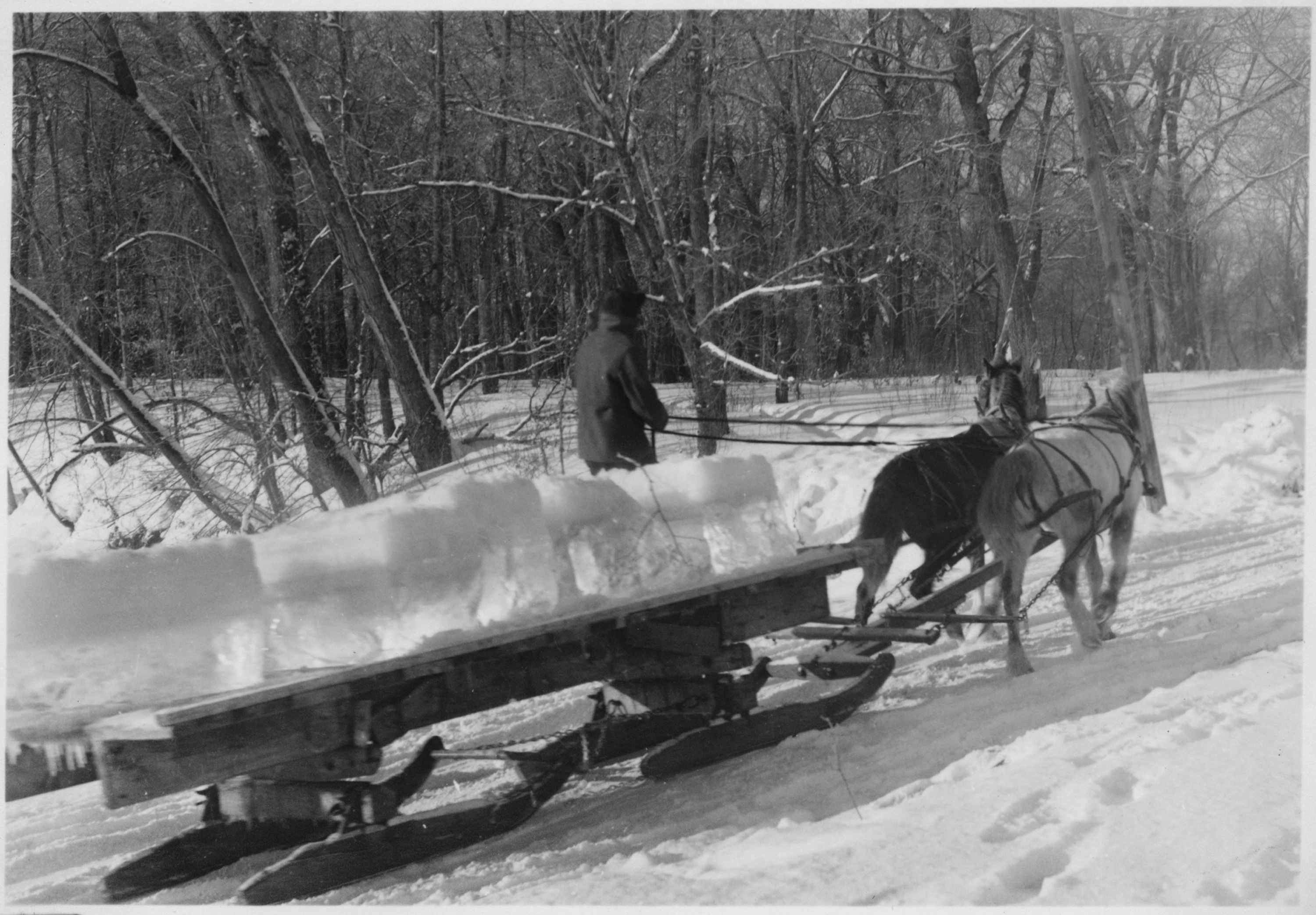
Eistransport mit Pferdeschlitten, ca. 1935
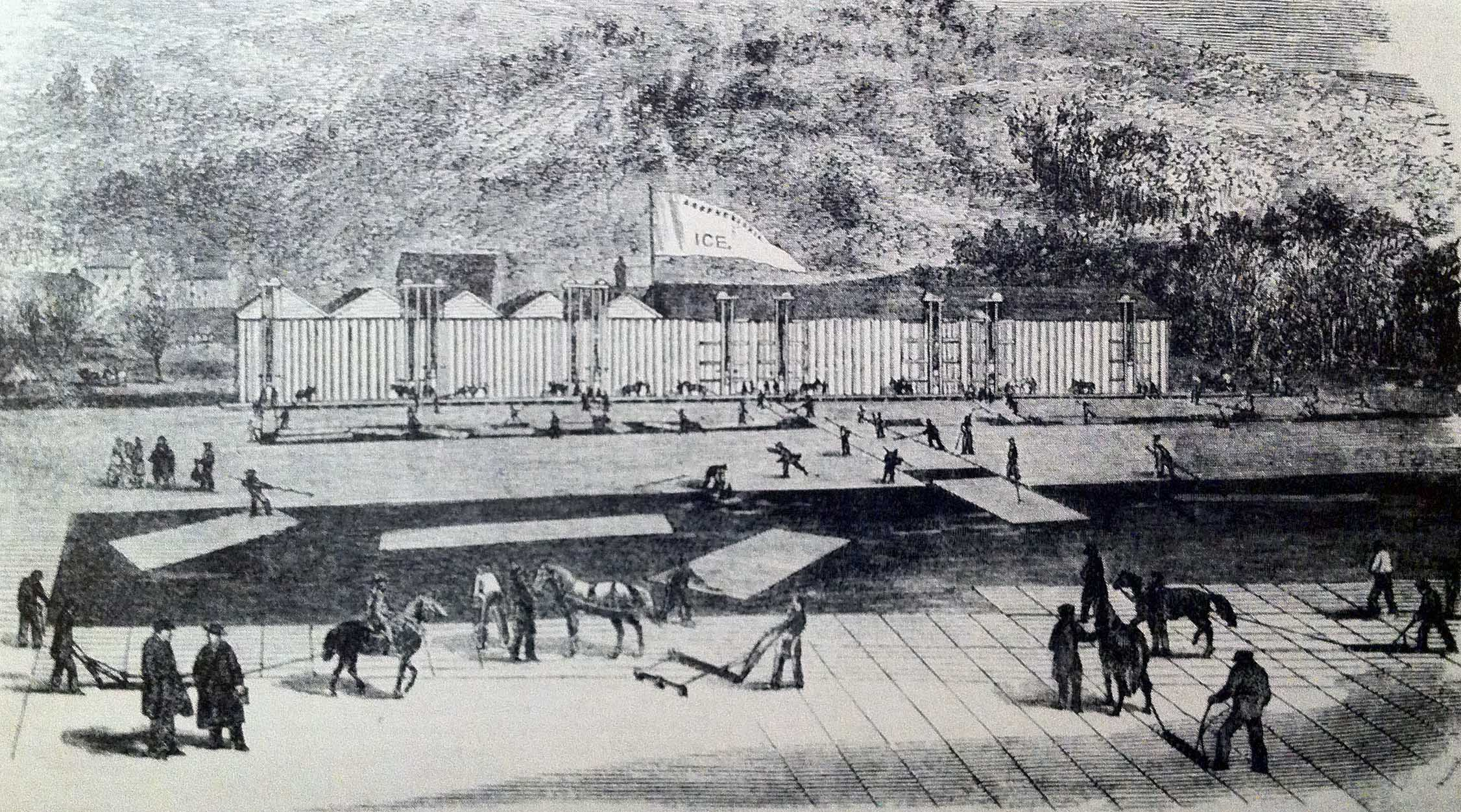
Natureisgewinnung um 1852

## Straßennamen, Teiche, Sportanlagen
Noch heute deuten geografische Bezeichnungen auf die ehemals bedeutsame Versorgung mit Natureis aus Teichen hin.
Die Eisteichstraße in Wien-Simmering (A) wurde 1904 benannt.
Weitere Eisteichstraßen gibt es in Lannach (wie zwei Teichstraßen nächst zahlreichen Teichen), in Schwechat (150 m entfernt von der Schwechat, kein Teich erhalten), in Oberwaltersdorf bei einem großen Teich und Golfplatz, in Schwarzau am Steinfeld unweit der Schwarza; in Bremerhaven (D) nächst dem Fischereihafen der Weser (ehemaliger Teich bei der Erweiterung des Fischereihafens verfüllt und überbaut).
Eisteichgassen gibt es in Graz (A) (zum ehemaligen Ziegelwerk Eustacchio) mit der Eisteichsiedlung, in Brunn am Gebirge nahe dem Krotenbach, in Bruck an der Leitha unweit eines kleinen Teichs links des Leitha-Kanals und in Ruprechtshofen.
Am Eisteich: In Reisenberg (A) (Teich besteht) und nur 5 km entfernt in Ebreichsdorf (ohne Teich), Schwadorf (unweit der Schleuse an der Fischa); in Konradsreuth (D) (Teiche), Bad Salzungen, Medebach, Metzingen und Niddatal.
In Hof (Saale) (D) gibt es die Städtische Kunsteisbahn Eisteich nächst einem Teich bei der Sächsischen Saale. In Dresden gibt es den 30 m kleinen Eisteich Zschonergrund am Zschonerbach und 3 km westlich davon einen noch etwas kleineren Eisteich am Lotzebach.
Einen Eisteichweg gibt es in Hannover an einem Rinnsal 500 m nordwestlich der Schleuse Anderten.
In Münchberg gibt es ein Sportgelände Eisteich am Schlegelbächlein.
Einen Eisteich gibt es in Hausmannstätten (A), Am Wald; einen Eisteich als Eisarena zum Eislaufen in Schwabenberg.
Zahlreiche Gewässer Eisweiher gibt es in Deutschland, etwa in Egling.
Am Eisweiher heißt eine Straße rechts der Ache in Dornbirn (A).
Eisgassen gibt es in Zürich (CH) und zahlreichen deutschen Orten.
Eiswege gibt es in der Schweiz und in Deutschland. Das Eisweglein ist ein kleiner Verbindungsweg zur Kunsteisbahn Margarethen in Basel (CH).